# Hugh McKenzie
Hugh McDonald McKenzie, VC, DCM (5 décembre 1885 – 30 octobre 1917) est un Canadien récipiendaire de la croix de Victoria, la plus haute récompense pour bravoure face à l'ennemi des forces du Commonwealth. Au moment de sa mort au combat le 30 octobre 1917 à Passendale en Belgique, il était âgé de 31 ans, avait le grade de lieutenant et servait au sein de la 7e compagnie du Canadian Machine Gun Corps (en) de la Force expéditionnaire canadienne.